# Insuline régulière
L'insuline régulière, également appelée insuline neutre et insuline soluble, est un type d'insuline médicale à action brève .

## Usage médical
Il est utilisé pour traiter le diabète de type 1, le diabète de type 2, le diabète gestationnel et les complications du diabète telles que l'acidocétose diabétique et les états hyperglycémiques hyperosmolaires , il est également utilisé avec du glucose pour traiter les niveaux élevés de potassium dans le sang . Il est généralement administré par injection sous la peau, mais peut également être utilisé par injection dans une veine ou un muscle ,

## Effet secondaire
L'effet secondaire courant est l'hypoglycémie , d'autres effets secondaires peuvent inclure des douleurs ou des changements cutanés aux sites d'injection, un faible taux de potassium dans le sang et des réactions allergiques . L'utilisation pendant la grossesse est relativement sans danger pour le bébé. L'insuline ordinaire peut être fabriquée à partir du pancréas de porcs ou de vaches. Les versions humaines peuvent être fabriquées soit en modifiant des versions porcines, soit en recombinant la technologie.

## Histoire
L'insuline a été utilisée pour la première fois comme médicament au Canada par Charles Best et Frederick Banting en 1922. Il figure sur la liste des médicaments essentiels de l'Organisation mondiale de la santé . Le coût de gros dans les pays en développement est d'environ 2,39 à 10,61 USD pour 1 000 UI d'insuline ordinaire.Au Royaume-Uni, 1 000 UI coûtent au NHS 7. 48 livres sterling, tandis qu'aux États-Unis, ce montant est d'environ 134 dollars, En 2017, il s'agissait du 73e médicament le plus prescrit aux États-Unis, avec plus de dix millions d'ordonnances, Il existe également des versions mélangées à des versions d'insuline à action prolongée, telles que l'insuline NPH.